# 큐브 월드
《큐브 월드》(Cube World)는 피크로마가 마이크로소프트 윈도우용으로 개발, 배급한 액션 롤플레잉 게임이다. 게임 디자이너 Wolfram von Funck는 2011년 6월 이 게임을 개발하기 시작했으며, 나중에 자신의 아내 사라(Sarah)가 참여하였다. 알파 버전 게임이 2013년 7월 출시되었으나 von Funck로부터 업데이트와 소통이 거의 없었고, 2019년 9월 30일 공식 출시하기 전까지는 많은 사람들이 이 게임을 베이퍼웨어로 간주하였다.

## 게임플레이
큐브 월드에서 플레이어는 복셀 기반의 세계를 탐험한다. 동굴과 상류사회 성들이 포함된 던전, 그리고 초지, 설원, 사막, 바다를 포함한 생물 군계를 담고 있다. 플레이어는 행글라이더와 보트와 같은 아이템을 사용하여 세상을 좀 더 빠르게 경유할 수 있다.
이 게임은 캐릭터 생성 기능을 제공하므로 플레이어는 먼저 인종과 성별을 선택한 다음 캐릭터의 모습을 커스터마이즈할 수 있다. 그 뒤 4개의 계층 가운데 하나를 선택한다: 전사(warrior), 악당(rouge), 기습 공격대원(ranger), 마술사(mage). 이들은 각자 고유한 갑옷, 무기, 능력을 갖추고 있다. 세상은 더 나은 갑옷과 무기를 위해 죽일 수 있는 몬스터와 생명체로 가득하며 죽임을 통해 더 강력한 스탯과 능력치를 얻게 되며 플레이어는 전사가 대미지나 방어 능력 중 하나에 집중하는 것을 선택한다든지 마법사가 대미지나 치유 능력에 초점을 두는 등 자신의 플레이스타일에 잘 맞는 특수 기능을 선택할 수 있다. 플레이어는 양이나 거북이와 같은 짐승을 길들여서 그들과 함께 싸울 수 있으며 일부의 경우 이것들을 타고 세상을 더 빠르게 경유할 수 있다. 물건 제작(크래프팅) 또한 이 게임의 일부이다. 플레이어는 음식, 물약, 무기, 갑옷, 화장품을 만들 수 있다.

## 개발
큐브 월드의 개발은 2011년 6월에 시작되었다. 디자이너 Wolfram von Funck은 탐험과 롤플레잉 게임 요소들에 초점을 둔 3D 복셀 기반 게임으로 이야기하였으며, 젤다의 전설, 성검전설 2, 월드 오브 워크래프트 등의 게임들의 영향을 받았다고 언급하였다. 나중에 자신의 아내 사라(Sarah von Funck)가 참여하여 게임의 스프라이트에 기여하고 새로운 콘텐츠 구현을 지원해 주었다.

## 평가
이 게임은 지역 기반의 진행 시스템과 밸런스 문제로 비판을 받고 있다. PC 게이머의 제임스 데이븐포트는 이 게임의 깊이가 얕고 지루하다고 게임의 반복성을 비판하였다.